# Olympische Sommerspiele 1908/Rugby
Bei den IV. Olympischen Spielen 1908 in London fand ein Rugby-Wettbewerb in der Variante Rugby Union statt. Austragungsort des einzigen Spiels war das White City Stadium. Dort errang Australien durch einen Sieg über die für England antretende Auswahl von Cornwall den Olympiasieg. Die dritte gemeldete Mannschaft Frankreich zog sich kurzfristig zurück, sodass es lediglich zwei Platzierte gab.

## Medaillengewinner
| Platz | Land | Spieler |
| ----- | ---- | --- |
| 1     | ANZ  | John Barnett, Bede Smith, Phillip Carmichael, Dan Carroll, Robert Craig, Tom Griffin, John Hickey, Mannie McArthur, Arthur McCabe, Paddy McCue, Chris McKivat, Charles McMurtrie, Syd Middleton, Tom Richards, Charles Russell     |
| 2     | GBR  | James Davey, Frederick Dean, Dick Jackett, Edward Jackett, Eddie Jones, Jimmy Jose, Arthur Lawry, Charlie Marshall, Barney Solomon, Bert Solomon, Nicholas Tregurtha, Joe Trevaskis, Thomas Wedge, Thomas Willcocks, Arthur Wilson |